# Лагушев
Лагушев (пол. Łaguszew) — село в Польщі, у гміні Коцежев-Полудньовий Ловицького повіту Лодзинського воєводства.
Населення — 240 осіб (2011).
У 1975-1998 роках село належало до Скерневицького воєводства.

## Демографія
Демографічна структура станом на 31 березня 2011 року:
|          | Загалом | Допрацездатний вік | Працездатний вік | Постпрацездатний вік |
| -------- | ------- | ------------------ | ---------------- | -------------------- |
| Чоловіки | 126     | 32                 | 73               | 21                   |
| Жінки    | 114     | 28                 | 57               | 29                   |
| Разом    | 240     | 60                 | 130              | 50                   |